# Azeta schausi
Azeta schausi är en fjärilsart som beskrevs av Hoffmann 1934. Azeta schausi ingår i släktet Azeta och familjen nattflyn. Inga underarter finns listade i Catalogue of Life.